# Алија (певачица)
Алија Дејна Хотон (енгл. Aaliyah Dana Haughton; Њујорк, 16. јануар 1979 — Марш Харбор, 25. август 2001) била је америчка певачица, глумица и модел. Рођена је у Бруклину, а одрасла у Детроиту. Прво појављивање у јавности имала је у доби од 10 година, када је гостовала у ТВ емисији Star Search, а наступала је заједно са Гледис Најт. Када је напунила 12 година, потписала је уговор са америчком издавачком кућом Jive Records као и са њеним ујаком Беријем Ханкерсоном, који је оснивач издавачке куће Blackground Records. Ханкерсон ју је упознао са Р. Келијем, који јој је постао ментор, главни текстописац и продуцент њеног дебитантског албума Age Ain't Nothing but a Number, који је продат у 3 милиона примерака у Сједињеним Државама, а додељен му је двоструки платинумски сертификат од стране Америчког удружења дискографских кућа. Након тога, Алија је раскинула уговор са издавачком кућом  и потписала за Атлантик рекордс.
Сарађивала је са певачима и музичким продуцентима, Тимбаландом и Миси Елиот на њеном другом студијском албуму One in a Million, 2000. године појавила се у филму Ромео мора умрети. Позајмила је глас у филму Покушај поново, за који је снимила истоимену песму, а она се нашла на првом месту америчке музичке листе Билборд хот 100. Године 2001. појавила се у филму Краљица проклетих, а исте године издала трећи и последњи албум под називом Aaliyah.
Погинула је 25. августа 2001. године у авионској несрећи на Бахамима, на авион се укрцала након што је снимила спот за сингл Rock the Boat. Пилот који је управљао авионом у том тренутку није био лиценциран, а токсиколошка испитивања открила су да је конзумирао алкохол и кокаин. Породица Алије је касније поднела тужбу против авиокомпаније Blackhawk International Airways, која је решена ван суда. Након смрти Алије, њена музика постигла је велики комерцијални успех, са неколико постхумних издања. Укупно је продато 24—32 милиона њених албума широм света. Заслужна је у помоћи редефинисања савременог истраживања попа и хип хопа, а стекла је надимке Принцеза од ритма и блуза и Краљица урбаног попа. Музичка листа Билборд наводи је као 27. најуспешнију ритам и блуз уметницу у историји музике.

## Биографија
Алија Дејна Хотон рођена је 16. јануара 1979. године у Бруклину, Њујорк. Била је афроамеричког порекла.  Њено име је женска варијанта арапског Али, али изворно јеврејско име Алија (хебрејски: אליה)" потиче од хебрејске речи алијах, што значи највиши и најбољи. Алија је волела своје име и тврдила да је веома поносна на њега, као и да се труди да живи у складу са својим именом. Мајка ју је уписала на часове певања када је била дете. Као дете наступала је певајући на венчањима у црквеним хоровима и на  добротворним догађајима. Када је имала 5 година, њена породица се преселила у Детроит, где је одрасла, заједно са братом Рашадом. Похађала је католичку школу, где је у првом разреду учествовала у позоришној представи. У Детроиту, њен отац радио је у магацину, док је мајка била домаћица. Алијина мајка бавила се и певањем, а њен ујак Бери Ханкерсон био је музички продуцент, ожењен певачицом Гледис Најт. Као дете Најтова је често ангажовала Алију на разним аудицијама за рекламе и телевизијске емисије, укључујући амерички ситком Под истим кровом и ТВ емисију Star Search где се Алија појавила када је имала 10 година. Алија је била на аудицији за неколико дискографских кућа, а са 11 година појавила се на неколико музичких концерата заједно са Гледис Најт. Када је била дете, за кућне љубимце имала је патке, змије и игуане. Била је доста везана за своју бабу, која је преминула 1991. године.
На пријемном у средњу школу Ликовне и сценске уметности Ликовне и сценске уметности у Детроиту, Алија је на италијанском језику отпевала песму Ave Maria. Током похађања средње школе уписала је драмску уметност, а дипломирала је 1997. године.
Алијина породица имала је велику улогу током њене каријере. Њен отац, Мајкл Хотон био је њен лични менаџер, а мајка јој је помагала у каријери. Брат Рашад и рођак Јомо стално су радили са њом. Певачица Гледис Најт била је удата за Алијиног ујака Берија Хакерсона и била је од суштинске важности за њен почетак каријере.
Након објављивања албума Age Ain't Nothing but a Number поједини медији објавили су информацију да је певачица у вези са репером Р. Келијем, као и да су се тајно венчали без знања њених родитеља. Магазин Вајб је након тога објавио венчани лист у коме се наводи да се пар венчао 31. августа 1994. године у Роузмонту, Илиноису. Алија је у то време имала петнаест година, док је на венчаном листу заведена као да је имала осамнаест година. Њихов незаконити брак поништили су Алијини родитељи, у фебруару 1995. године.
Алија се приватно дружила са суоснивачем издавачке куће Roc-A-Fella Records, Дејмоном Дешом, који је у интервјуима након њене смрти тврдио да су планирали да се венчају. Деш и Алија упознали су се 2000. године и постали пријатељи.

## Умешност
Алија је често говорила да је током снимања песама била инспирисана бројним музичарима као што су Мајкл Џексон, Стиви Вондер, Шаде, Ен воуг, групом Nine Inch Nails, Корн, Принс, Naughty by Nature, Џони Матис, Џенет Џексон и Барбра Страјсенд. Изјавила је како је одувек желела да сарађује са Џенет Џексон.
Већина уметника млађе популације Алију су сматрали узором. Емил Вилбекин, којег CNN описује као Алијиног пријатеља, истакао је да је Алија одличан узор јер је своју каријеру започела са свега петнаест година, са изузетно успешним албумом Age Ain't Nothing but a Number. Поред успеха албума, имала је водећу улогу у филму Ромео мора умрети, а добила је бројне награде за своје успехе, док су многи њени текстови веома инспиративни. Многи млади фанови хип-хоп музике диве се Алији.
Алија се током каријере фокусирала на јавни имиџ. Често је носила врећасту одећу и сунчане наочаре, а истакла је да жели да се разликује од „остатка чопора”.  Често је носила црну одећу, започињући тренд сличне моде међу женама у Сједињеним Америчким Државама и у Јапану. Њен модни стил заслужан је и имао је утицај на нове модне трендове под називом Health Goth и Ghetto Goth. Када је променила фризуру послушала је мајчин савет и косом прекрила око, у стилу америчке глумице Вероника Лејк. Године 1998. Алија је ангажовала личног тренера, вежбала пет дана у недељи и јела дијеталну храну. Певачица је често хваљена због својих моралних вредности.

## Каријера

### 1991—1995; Почеци и први студијски албум
Алија је потписала уговор за издавачку кућу Blackground Records, када је имала 12 година. Ујак Хакерсон ју је упознао са Р. Келијем, који јој је постао ментор, главни текстописац и продуцент њеног првог албума, који је снимила када је имала 14 година. Албум под називом Age Ain't Nothing but a Number објављен је 24. маја 1994. године и дебитовао је на двадесет и четвртом месту музичке листе Билборд 200. Албум је продат у 74.000 примерака током прве недеље од објављивања. Досегао је до 18. места на листи Билборд 200, продат је у преко 3 милиона примерака у Сједињеним Државама, а два пута му је додељен платинумски сертификат од стране Америчког удружења дискографских кућа. У Канади, албум је продат у преко 500.000 примерака и Канадско удружење дискографских кућа му је доделио златни сертификат. Водећи албумски сингл Back & Forth био је три недеље на врху листе Билборд хот ритам и блуз/хип хоп, а додељен му је златни сертификат од стране Америчког удружења дискографских кућа. Други сингл под називом At Your Best (You Are Love) био је шести на листи Билборд хот 100 и такође му је додељен златни сертификат од стране Америчког удружења дискографских кућа. Насловна песма Age Ain't Nothing but a Number нашла се на 75. месту листе Билборд хот 100. На албуму се нашла и песма The Thing I Like, која је уједно била и музичка нумера за филм Детектив за прљаве послове. Албум Age Ain't Nothing but a Number добио је углавном повољне критике од музичких критичара, а неки су Алијин рад на овом албуму поредили са радом певачица из музичке групе En Vogue.

### 1996—2000; АлбумOne in a Millionи филмРомео мора умрети
Године 1996. Алија је прекинула сарадњу са издавачком кућом  и потписала уговор за Атлантик рекордс. Сарађивала је са певачима и музичким продуцентима, Тимбаландом и Миси Елиот на њеном другом студијском албуму One in a Million. Албум је објављен 27. августа 1996. године за издавачке куће Backround и Атлантик рекордс, а продат је у три милиона примерака у Сједињеним Државама и у преко осам милиона широм света. На албуму се нашао сингл If Your Girl Only Knew, који је био две недеље на врху листе Билборд хот ритам и блуз/хип хоп. На албуму се налазе и синглови Hot Like Fire и 4 Page Letter. One in a Million достигао је врхунац на осамнаестом месту листе Билборд 200, а додељен му је двоструки платинумски сертификат од стране Америчког удружења дискографских кућа, 16. јуна 1997. године. Наредне године Алија се појавила на песми Timbaland & Magoo's, Up Jumps da Boogie.
Након што је завршила средњу школу, Алија је започела глумачку каријеру. Појавила се у ТВ серији New York Undercover. У овом периоду учествовала је и у хуманитарном концерту који је одржан у Њујорку. Алија је била заштитно лице компаније Томи Хилфингер. На снимању албума за анимирани филм Анастасија учествовала је са песмом Journey to the Past која је била номинована  за награду Академије филмских уметности и наука, Оскар за најбољу оригиналну песму. Песму је извела на церемонији доделе награда Академије 1998. године и тако постала најмлађа певачица која је наступила на том догађају. Песма Are You That Somebody? представљена је у саундтреку филма Доктор Дулитл из 1998. године, а Алија је освојила прву номинацију за Награду Греми. Песма је била на 21. месту листе Билборд хот 100.
Године 1999. имала је прву улогу, на филму Ромео мора умрети, који је објављен 22. марта 2000. године. Филм је првог викенда приказивања зарадио 18, 6 милиона америчких долара. Поред глуме, Алије је била извршна продуценткиња филмске музике, укупно је продуцирала четири песме. Песма Try Again објављена је као сингл и нашла се на првом месту листе Билборд хот 100, а спот за песму освојио је Награду за најбољи женски спот. Песма је објављена и на винил издању. Алија је због песме номинована за Греми награду за најбољу женску ритам и блуз вокалисткињу. Саундтрек продат је у 1,5 милиона копија у Сједињеним Државама.

### 2001: АлбумAaliyah
Након што је завршила снимање филм Ромео мора умрети, Алија је кренула да ради на свом другом филму, под називом Краљица проклетих. Играла је улогу вампира, краљице Акаше, а због снимања филма одложено је објављивање њеног албума. Алијин публициста открио је да албум треба да изађе у октобру 2000. године, али је он до краја снимљен у марту 2000. године, након годину дана снимања. Албум Aaliyah објављен је 5 година након њеног првог студијског албума, 17. јула 2001. године, дебитовао је на другом месту листе Билборд 200, а продат је у 187.000 примерака током прве недеље од објављивања. Први албумски сингл We Need a Resolution нашао се 59. позицији Билборд хот 100 листе. Недељу дана након Алијине смрти, албум Aaliyah попео се са деветнаестог на прво место листе Билборд 200. Постхумно је објављен њен сингл Rock the Boat, а он се нашао на четрнаестом месту Билборд хот 100 листе и другом месту Билборд хот ритам и блуз/хип хоп листе.
Синглови More than a Woman и I Care 4 U објављени су као постхумни синглови и били су на првом месту листе Билборд хот 100. Албуму Aaliyah додељен је дупли платинумски сертификат од стране Америчког удружења дискографских кућа и продат је у 2,6 милиона копија у Сједињеним Државама. Песма More than a Woman нашла се на првом месту синглова у Великој Британији.

## Смрт
Дана 25. августа 2001. године, Алија се укрцала у авион на аеродрому Марш Харбор на Абако острвима, на Бахамима, како би отпутовала на Флориду, након што је завршила снимање музичког спота за песму Rock the Boat. Требало је да се врати наредни дан, али с обзиром да је снимање завршено раније, путовали су 25. августа. Авион се срушио убрзо након полетања, око 60 m од краја писте и експлодирао. Алија и осам осталих људи у авиону су погинули. Према налазима истраге на Бахамима, Алија је имала велики број опекотина и задобила јак ударац у главу. Пилот који је управљао авионом имао је лажну дозволу и није био лиценциран. Поред тога, токсиколошка испитивања пилота открила су да је конзумирао алкохол и кокаин. Накнадна истраживања показала су да је авион прекорачио тежину за око 300 килограма и да је превозио једног путника више него што је то допуштено.
Алија је сахрањена 31. августа 2001. године на Фернклиф гробљу у Хартсдејлу. На приватној церемонији било је присутно око 800 ожалошћених пријатеља и родбине, међу којима су били Миси Елиот, Тимбаланд, Гледис Најт, Лил 'Ким и други. Након сахране пуштена су 22 бела голуба као симбол њених година.

## Наслеђе и постхумно објављивање
Након Алијине смрти постојала је неизвесност да ли ће се музички спот за песму Rock the Boat икада бити емитован. Светску премијеру спот је остварио first=Eric|9. октобра 2001. године. Алија је добила две награде постхумно на Америчким музичким наградама у категоријама „Најбољи женски ритам и блуз извођач” и „Најбољи ритам и блуз/соул албум”, за албум Aaliyah. Филм Краљица проклетих у којем је глумила, објављен је у фебруару 2002. године, а првог викенда од објављивања зарадио је 15,2 милиона америчких долара. У децембру 2002. године објављене су Алијине до тада необјављене песме, на компилацијском албуму I Care 4 U. Део прихода од продаје поклоњен је Меморијалном фонду Алија, центру за борбу против рака. Водећи албумски сингл Miss You нашао се на првом месту листе Билборд хот 100 и листе Хот ритам и блуз/хип хоп. Године 2005. други компилацијски албум Алије, под називом Ultimate Aaliyah објављен је у Великој Британији за издавачку кућу Blackground Records. Ultimate Aaliyah састоји се од три компакт диска са највећим хитовима и ДВД издањем. Документарни филм Aaliyah Live in Amsterdam објављен је 2001. године, мало пре десете годишњице од њене смрти. На филму су се нашли претходно невиђени снимци из 1995. године, када се појављивала у Холандији. Током 2003. године, компанија Кристијан Диор представила је колекцију одеће посвећену Алији и сву зараду од продате одеће донирала у њен фонд.
У јуну 2003. године, вокали Алије нашли су се на песми Don't Think They Know певача Криса Брауна, видео спот садржи плесне холограмске верзије Алије. Песма се нашла на Брауновом шестом студијском албуму под називом X. Алија је такође представљена у песми америчке реперке Тинк под називом Million, која је објављена у мају 2015. године, а у њој се налазе делови из песме One in a Million. У септембру 2015. године компанија Ксирена објавила је парфем под називом Aaliyah. Дана 19. децембра Тимбаланд је објавио делове песме Алије, под називом He Keeps Me Shakin и истакао да ће она бити објављена 25. децембра 2015. године, на његовом микстејпу King Stays King. Козметика Мак објавила је Алија колекцију шминке у лето 2018. године, а у истом периоду објављен је кратки филм под називом A-Z of Aaliyah.
Алијини вокали и делови песама продуцирани су и нашли су се на песмама музичара, као што су Крис Браун, Дрејк, Тимбаланд, Миси Елиот и многи други.
Алија је заслужна за помагање у редефинисању ритам и блуз музике, попа и хип-хопа током деведесетих година 20. века и тако оставила неизбрисив траг у музичкој индустрији. Описана је као један од најзначајнијих уметника ритам и блуз музике током деведесетих година. Њен други студијски албум One in a Million постао је један од најутицајнијих ритам и блуз албума деценије.
Године 2001. име „Алија” нашло се међу 100 најпопуларнијих имена за новорођенчад у Сједињеним Државама. Алија је такође рангирана у „Топ 40 жена видео ере“, 2003. године, као и на осамнаестој позицији листе „Топ 25 најбољих плесача свих времена“. Током 2000. и 2001. године нашла се на четрдесет првој а потом и на четрнаестој позицији најлепших жена по часопису Максим. У децембру 2009. године часопис Билборд сврстао је Алију на седамдесето место листе „Најбољи уметници деценије”, док је њен албум Aaliyah био рангиран на сто осамдесет и првом месту „Топ 200 албума деценије”. Часопис Комплекс рангирао је Алију 2012. године као десету на листи „Сто најбољих певачица свих времена” и на двадесет и другом месту листе „Деведесет најзгоднијих жена деведесетих година 20. века”. Године 2018. часопис Билборд сврстао је Алију на четрдесет и седмо место листе „Топ 60 уметница свих времена”.
Алијина музика утицала је на бројне извођаче, као што су Адел, , Сијера, Бијонсе, Моника, Крис Браун, Ријана, Азилија Бенкс, Севин Стретер, Кејша Кол, Џ. Кол, Рајан Дестини Кели Роуланд, Зендаја, Рита Ора, , , , Челсеја Волфе, бенд Хаим, Ејнџел Хејз, Кајза, Наја Ривера, Нормани Кејси, Харли Вилијамс, Џеси Варе, Биби Рекса, Омарион и многи други. Канадска ритам и блуз певачица Кејша Канте споменула је како је Алија био део њеног живота, од шесте године, док је певачица и Алијина пријатељица Бренди Норвуд истакла да је Алија била њена инспирација. Репер Дрејк истакао је како је Алија имала највећи утицај на његову каријеру, а на леђима истетовирао је лик певачице. Певачица Соланж Ноулс је на десету годишњицу од смрти Алије истакла како ју је идолизирала и да је никада неће заборавити. Јапанска певачица Утада Хикару истакла је да се заинтересовала за ритам и блуз музику када је чула Алијин албум Age Ain't Nothing but a Number и издала албум First Love. Британска кантауторка Кејти Б објавила је 2012. године песму под називом Aaliyah у част певачици, њеном наслеђу и дефинисању ритам и блуз музике.
Верује се да би Алија постигла огроман успех у каријери, Емил Вилбекин истакао је да би њен трећи студијски албум и улога у филму Матрикс 2, где је требало да глуми, довели да тога да буде популарна као Џенет Џексон или Витни Хјустон. ТВ и биографски филм Aaliyah: The Princess of R&B премијерно је приказан 15. новембра 2014. године, а у улози Алије глумила је америчка глумица и певачица Александра Шип. Премијеру филма пратило је 3,2 милиона гледалаца и он је постао други најбоље оцењен телевизијски филм у 2014. години.

## Дискографија

### Студијски албуми
- Age Ain't Nothing but a Number (1994)
- One in a Million (1996)
- Aaliyah (2001)

## Филмографија
| Улоге Алије |                   |               |                          |                                  |
| Година      | Српски назив      | Изворни назив | Улога                    | Напомена                         |
| 1989.       |                   |               | Саму себе                | ТВ шоу, 1 епизода                |
| 1995;1996.  |                   |               | Саму себе (музички гост) | ТВ серија, 2 епизоде             |
| 1997.       |                   |               | Саму себе (музички гост) | ТВ серија, сезона 3, епозода 65. |
| 2000.       | Ромео мора умрети |               | Триш О’Деј               | филм                             |
| 2002        | Краљица таме      |               | краљица Акаша            | филм                             |

## Награде
- МТВ музичке награде за песму Try Again у категоријама за најбољи спот певачице и најбољи спот из филма (2000)[175]
- Награда Националног удружења за напредак обојених за албум Aaliyah у категорији за изузетну уметницу (2002)[176]
- Награда Дама соула за песму Rock the Boat у категорији најбољи ритам и блуз/соул сингл и најбољу ритам и блуз/соул или реп песму године (2002)[177]
- Америчке музичке награде - Омиљени соул/ритам и блуз певач у свим категоријама (2002)[178]
- Награда часописа НМЕ за најбољи ритам и блуз/соул перформанс (2002)[179][180]
- Соул трејн награда за песму Rock the Boat у категорији најбољи ритам и блуз/сингл међу певачицама (2002)[181]
- Престиж награда у категорији уметник године (2002)[182]
- Мобо награда за најбољи спот за песму More Than a Woman (2002)[183][184]
- Америчке музичке награде - Омиљени соул/ритам и блуз албум међу певачицама (за албум Aaliyah) (2002)[178]
- Америчке музичке награде - Oмиљена соул/ритам и блуз певачица (новембар 2003)[185]
- Билборд-Аурн ритам и блуз/хип хоп награда за најбољу ритам и блуз/хип хоп певачицу, за албум Aaliyah (2003)[186]